# Nossa Senhora da Lapa
Nossa Senhora da Lapa es una freguesia caboverdiana del municipio de Ribeira Brava.

## Geografía
La freguesia abarca parte de la isla de São Nicolau.

## Organización territorial
La freguesia contaba en 2010 con 1395 habitantes distribuidos en las entidades de población de:

### Villa
- Fajã de Baixo

### Localidades
- Covoada
- Estância de Braz
- Queimadas
- Ribeira Funda